# Charlotte Regenstein

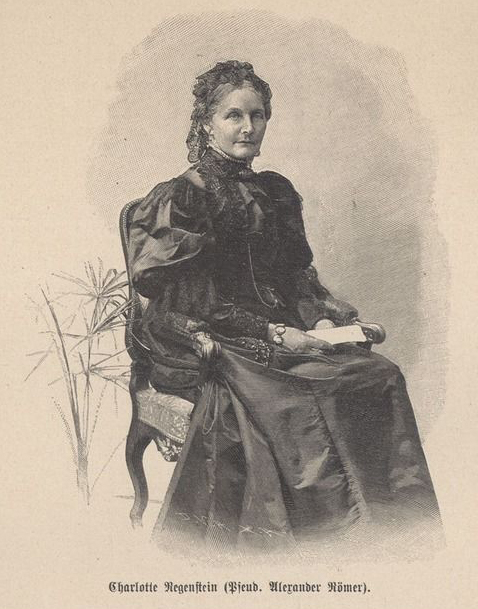
Charlotte Regenstein;
Holzstich, 1896

Charlotte Regenstein (geborene Charlotte Schultze oder Charlotte Schulze, Pseudonym Alexander Römer; * 27. März 1835 in Gorlosen oder Schwerin; † 20. Mai 1904 in Hannover) war eine deutsche Schriftstellerin. Sie wurde posthum als die „hannoversche Courths-Mahler“ bezeichnet.

## Leben
Die 1835 in Mecklenburg geborene Charlotte Schulze oder Schultze wurde als Jugendliche zur Waise und bereits im Alter von 15 Lebensjahren an ihren Vetter Karl Regenstein verheiratet, einen Mann, der seine Studien aufgegeben hatte und stattdessen Offizier der schleswig-holsteinischen Armee wurde, „um für die Befreiung dieser Herzogtümer mitzukämpfen“. Ihrem Gatten folgte sie 1850/51 in den Schleswig-Holsteinischen Krieg und erhielt dort „Eindrücke, die unverwischbar geblieben sind“.
Nach Beendigung des Feldzuges von 1850 bis 1851 und nach Auflösung der Armee trat Regensteins Gatte in Schwerin in die Beamtenlaufbahn ein. Als er 1860 plötzlich starb, hinterließ er seiner Ehefrau und ihren vier Kindern jedoch nur wenig finanzielle Mittel, wodurch ein Jahrzehnt Kummer und Mühen für die Witwe und ihre Familie folgte. „Durch eine Verkettung besonderer Umstände“ konnte Charlotte Regenstein jedoch 1870 in die Kreise am Hof von Schloss Schwerin eintreten. Dort konnte sie in der Stellung als Hofdame ihren Lebensunterhalt verdienen, doch war „ihre Natur für diese Sphäre völlig ungeeignet“, weshalb sie 1876 aus den Hofkreisen ausstieg und mit einer „gleichgestimmten Freundin“ nach Dresden übersiedelte, dort einen eigenen Hausstand gründete und sich zunächst noch der Erziehung ihrer Kinder widmete.
Kurz zuvor, noch in der Gründerzeit des Deutschen Kaiserreichs, erschien 1875 ihr erster Roman Unter dem Purpur in der Zeitschrift Daheim. Ein deutsches Familienblatt mit Illustrationen. Schon ihre erste Publikation hatte sie jedoch auf Wunsch des Chefredakteurs des Blattes, Robert Koenig, unter dem – männlichen – Pseudonym Alexander Römer veröffentlicht. Unter diesem Namen erschienen auch zwei weitere Romane in dem Periodikum.
Im Laufe der Zeit veröffentlichte Regenstein zahlreiche andere Schriften. Während ausgedehnter Reisen nach Paris, London, Holland und Italien unterbrach Regenstein zwar ihre schriftstellerische Tätigkeit, doch fand sie dabei vielfache Anregungen zu neuem Schaffen.
1887 ließ sich Charlotte Regenstein als etablierte Schriftstellerin schließlich in Hannover nieder. Ende des 19. Jahrhunderts wohnte sie dort unter der Adresse Rumannstraße 4.

## Werke
- Zur Stütze der Hausfrau, Eine Erzählung für junge Mädchen, Roman, Bielefeld 1877, Velhagen & Klasing, 1876
- Eleonore, Roman, 1876 [unter dem Pseudonym Alexander Römer im Daheim erschienen]
- Gräfin Sibylle, Roman, 2 Bände, 1878
- Still und bewegt Roman, 2 Bände, 1880
- Einer aus der Masse, Roman, 1888
- Moderne Kultur, 1889
- Unter dem Purpur, 1890
- Die Lüge ihres Lebens, 1890
- Im Netz. Novelle. Von Alexander Römer (= Kürschners Bücherschatz, Nr. 16), Berlin; Eisenach; Leipzig: Hillger, [1897]
- Gerettet. Novelle. Von Alexander Römer (= Kürschners Bücherschatz, Nr. 139), Berlin; Eisenach; Leipzig: Hillger, [1899]